# 话在肉身显现
《话在肉身显现》（英語：The Word Appears in the Flesh）是全能神教会的主要书籍。书名取自《圣经》约翰福音1:14“道成了肉身”以及提摩太前书3:16“神在肉身显现”等典故。该书共计120万余字，分为三部分，汇编了全能神自1991年至1997年所发表的谈话。其中部分内容对基督教经典《圣经》做了解读阐释，而重点则是宣扬全能神的“末世作工”。
目前《话在肉身显现》在世界范围内已有27种语言的译本供在线阅读或下载。由于中华人民共和国自1995年起将全能神教会列为邪教，该书也随之在中国被查禁。